# Taphrina potentillae
Taphrina potentillae (лат.) — вид грибов рода тафрина (Taphrina) отдела аскомицеты (Ascomycota), паразит растений родов Лапчатка (Potentilla), Гравилат (Geum) из семейства Розовые (Rosaceae). Вызывает пятнистость и гипертрофию листьев.
Magnusiella potentillae ранее был типовым видом для рода Magnusiella, в настоящее время объединённого с родом тафрина.

## Описание
Ткани листьев и стеблей поражённого растения разрастаются, на них появляются округлые или неправильной формы жёлтые, красновато-коричневые пятна, позже буреющие.
Мицелий развивается под эпидермисом, межклеточный.
Сумчатый слой («гимений») сероватый, восковидный, развивается на верхней и нижней поверхности поражённых органов. Аскогенные клетки формируются пучками на концах ответвлений гиф, сплошного слоя не образуют.
Аски восьмиспоровые, размерами 28—54×8—15 мкм, цилиндрические, удлинённые, с закруглённой верхушкой. В нижней части имеют узкие корневидные ножки, проникающие между клеток растения. Базальные клетки (см. в статье Тафрина) отсутствуют.
Аскоспоры эллипсоидные, размерами 5—7×6 мкм, часто почкуются в асках. Бластоспоры овальные, диаметром 2,5—3,5 мкм.

## Распространение и хозяева
Taphrina potentillae встречается в Европе от Британских островов до Ленинградской, Смоленской и Новгородской областей России, в Закавказье (Абхазия) и Японии, в Северной Америке.
Типовой хозяин — Лапчатка прямостоячая (Potentilla erecta), встречается на видах лапчатки (Potentilla), гравилата (Geum). В словацких Татрах обнаружен на высоте 1700—1900 метров над уровнем моря на гравилате горном (Geum montanum).